# La cimitarra de Buda
La Cimitarra de Buda (italiano: La scimitarra di Budda) es una novela de aventuras del escritor italiano Emilio Salgari. Fue publicada en 1892.

## Trama
China, 1885. Como resultado de una apuesta, el capitán Giorgio Ligusa se ha comprometido a recuperar la mítica e inalcanzable «Cimitarra de Buda». Con la valiosa contribución de los fieles Korsan y Casimiro no duda en adentrarse en la misteriosa China de finales del siglo XIX, cerrada y hostil a los extranjeros.